# 田中信一郎
田中 信一郎（たなか しんいちろう、1972年12月8日 - ）は、大阪府出身の競艇選手である。

## 人物
- 身長168cm。体重52kg。血液型AB型。登録番号は3556。大阪支部所属。69期。
- 同期には太田和美、野添貴裕、三嶌誠司、仲口博崇、山本浩次など数多くのSG・GI覇者を輩出しており「華の69期」と呼ばれている。
- 暮れの大一番である賞金王決定戦（グランプリ）を3度制覇しており歴代最多タイ。
- 2008年には賞金王シリーズ戦も制覇し、賞金王W優勝を達成。
- 巨人ファンということもあり、巨人のチームカラーのオレンジ色の横断幕が見られる。

## 経歴
- 1991年11月7日に地元住之江競艇場にてデビュー。
- 1996年1月 下関競艇場で開催された新鋭王座決定戦でGI初優出（2着）。
- 1999年3月 児島競艇場で開催された総理大臣杯でSG初優出。この年はSG優出1回のみ、さらには優勝回数0ながら年末の賞金王決定戦に初出場。
- 2000年6月 鳴門競艇場の周年記念優勝によりGI初制覇。
- 2001年12月 住之江競艇場で開催された賞金王決定戦優勝によりSG初制覇。初の賞金王に。
- 2002年12月 住之江競艇場で開催された賞金王決定戦において2年連続優勝戦進出も2着惜敗。
- 2003年8月 唐津競艇場で開催されたモーターボート記念競走優勝。
- 2003年12月 住之江競艇場で開催された賞金王決定戦を2年ぶり2回目の優勝。2度目の賞金王に。
- 2004年12月 住之江競艇場で開催された賞金王決定戦競走を前年に続き3回目の優勝。ただし、賞金ランキングでは今村豊を超えられず2位。（連覇、V3は野中和夫・植木通彦以来史上3人目）
- 2007年4月 児島競艇場で開催された一般戦においてデビュー通算1000勝を達成。
- 2008年12月 住之江競艇場で開催された賞金王シリーズ戦優勝により4年ぶりのSG制覇。
- 2009年3月 住之江競艇場で開催された一般戦において7戦全勝で優勝を飾り自身初の完全Ｖを達成。
- 2011年11月 大村競艇場で開催されたチャレンジカップ競走の準優勝戦でスタート事故によりSG4節とフライング休み後GI・GII3ヶ月の除外を受ける。賞金王決定戦は賞金ランキング12位以内なので出場可能。
- 2011年12月 住之江競艇場で開催された賞金王決定戦で優出して2012年SG優先出場権を得たが、チャレンジカップ競走の罰則でオーシャンカップ・モーターボート記念・全日本選手権のみ有効になる。
- 2014年5月 平和島競艇場で開催された周年記念においてデビュー通算1500勝を達成。
- 2019年10月15日、津競艇場で開催されたG2津モーターボート大賞ウイナーズバトル初日4Rにおいてフライング[1]。この際、欠場艇表示盤の見落としで完走してしまい、内規違反で即刻帰郷の処分となった。その後褒章懲罰委員会にかけられ、フライング休み2ヶ月に謹慎2ヶ月。計4ヶ月のペナルティ休みとなる。
- 2020年7月、上記ペナルティ休みで出走回数不足となり、B1級に陥落。

## SG獲得タイトル
優勝回数5回
- 賞金王決定戦（2001年・2003年・2004年住之江競艇場）
- モーターボート記念競走（2003年唐津競艇場）
- 賞金王シリーズ戦（2008年住之江競艇場）

## GI獲得タイトル
優勝回数15回
- 大渦大賞（2000年・2007年鳴門競艇場）
- 競艇キングカップ（2001年・2011年児島競艇場）
- 太閤賞（2002年・2004年・2016年住之江競艇場）
- ウェイキーカップ（2003年多摩川競艇場）
- 近畿地区選手権（2006年住之江競艇場）
- モーターボート大賞（2006年児島競艇場）
- ダイヤモンドカップ（2007年住之江競艇場）
- 高松宮記念（2008年・2011年・2015年住之江競艇場）
- 北陸艇王決戦（2013年三国競艇場）